# El Castillo, Chichen Itza
El Castillo (phát âm tiếng Tây Ban Nha: [el kas'tiʎo]), tiếng Tây Ban Nha nghĩa là "lâu đài"), còn được gọi là Đền Kukulcan, là một kim tự tháp Trung Mỹ chiếm lĩnh vùng trung tâm của khu di tích Chichen Itza ở bang Yucatán, México.
Xây bởi người Maya vào khoảng từ thế kỷ thứ 9 đến thế kỷ 12, El Castillo là đền thờ thần Kukulcan.
Kim tự tháp bao gồm một dãy nền vuông với cầu thang lên đến đỉnh đền ở cả bốn mặt. Các bức phù điêu những con rắn lớn với lông vũ được đặt ở cạnh của phần tay vịn phía bắc. Vào ngày lập xuân và lập đông hàng năm, mặt trời vào cuối buổi chiều chiếu vào phía tây bắc của kim tự tháp và tạo thành một dãy bóng hình tam giác phủ lên hàng tay vịn ở phía tây bắc, tạo thành một ảo giác như con rắn lông vũ "bò" xuống kim tự tháp. Sự kiến này rất nổi tiếng, nhưng vẫn không chắc chắn rằng điều này được thiết kế cố ý bởi những người xây nên kim tự tháp. Mỗi mặt kim tự tháp có 91 bậc thang, cộng lại và tính thêm cả ngôi đền trên đỉnh là "bậc thang" cuối cùng thì tổng cộng có 365 bậc (tương ứng với số ngày trong một năm Haab).
Công trình này cao 24 m (79 ft), cộng thêm ngôi đền cao 6 m (20 ft). Đáy hình vuông dài 55,3 m (181 ft).